# Snowboarden op de Olympische Winterspelen 2006
Snowboarden is een van de sporten die beoefend werden tijdens de Olympische Winterspelen 2006 in Turijn.

## Programma
| Datum       | Onderdeel                     |
| ----------- | ----------------------------- |
| 12 februari | Halfpipe Mannen               |
| 13 februari | Halfpipe Vrouwen              |
| 16 februari | Snowboard Cross Mannen        |
| 17 februari | Snowboard Cross Vrouwen       |
| 22 februari | Parallel reuzenslalom Mannen  |
| 23 februari | Parallel reuzenslalom Vrouwen |

## Mannen

### Halfpipe
| Titelverdediger | Ross Powers | Verenigde Staten |
| --------------- | ----------- | ---------------- |

| rang   | naam               | land | run 1 | run 2 |
| ------ | ------------------ | ---- | ----- | ----- |
| Goud   | Shaun White        | USA  | 46.8  | 26.6  |
| Zilver | Daniel Kass        | USA  | 20.7  | 44.0  |
| Brons  | Markku Koski       | FIN  | 41.5  | 31.4  |
| 4      | Mason Aguirre      | USA  | 40.3  | 37.1  |
| 5      | Antti Autti        | FIN  | 28.2  | 39.1  |
| 6      | Gary Zebrowski     | FRA  | 38.6  | 29.5  |
| 7      | Markus Keller      | SUI  | 29.3  | 38.5  |
| 8      | Christophe Schmidt | GER  | 33.2  | 37.5  |
| 9      | Vinzenz Lüps       | GER  | 28.7  | 36.8  |
| 10     | Risto Mattila      | FIN  | 31.6  | 35.8  |
| 11     | Crispin Lipscomb   | CAN  | 23.4  | 33.5  |
| 12     | Andy Finch         | USA  | 9.6   | 24.7  |

### Parallel Reuzenslalom
| Titelverdediger | Philipp Schoch | Zwitserland |
| --------------- | -------------- | ----------- |

| rang   | naam               | land | tijd    | punten |
| ------ | ------------------ | ---- | ------- | ------ |
| Goud   | Philipp Schoch     | SUI  | -       | 1000   |
| Zilver | Simon Schoch       | SUI  | + 0.73  | 800    |
| Brons  | Siegfried Grabner  | AUT  | -       | 600    |
| 4      | Mathieu Bozzetto   | FRA  | + 0.41  | 500    |
| 5      | Heinz Inniger      | SUI  | -       | 450    |
| 6      | Dejan Kosir        | SLO  | + 0.42  | 400    |
| 7      | Rok Flander        | SLO  | -       | 360    |
| 8      | Gilles Jaquet      | SUI  | + 0.41  | 320    |
| 9      | Andreas Prommeger  | AUT  | 1:10.35 | 290    |
| 10     | Nicolas Huet       | FRA  | 1:10.72 | 260    |
| 11     | Tyler Jewell       | USA  | 1:11.13 | 240    |
| 12     | Richard Rikardsson | SWE  | 1:11.46 | 220    |
| 13     | Roland Fischnaller | ITA  | 1:11.61 | 200    |
| 14     | Harald Walder      | AUT  | 1:12.11 | 180    |
| 15     | Emanuel Oppliger   | AUS  | 1:12.11 | 160    |
| 16     | Daniel Biveson     | SWE  | 1:12.15 | 150    |

### Cross
| Titelverdediger | geen, nieuw op programma |
| --------------- | ------------------------ |

| rang   | naam                  | land | punten |
| ------ | --------------------- | ---- | ------ |
| Goud   | Seth Wescott          | USA  | 1000   |
| Zilver | Radoslav Zidek        | SVK  | 800    |
| Brons  | Paul-Henri Delerue    | FRA  | 600    |
| 4      | Jordi Font            | ESP  | 500    |
| 5      | Jasey-Jay Anderson    | CAN  | 450    |
| 6      | Jason Smith           | USA  | 400    |
| 7      | Damon Hayler          | AUS  | 360    |
| 8      | Dieter Krassnig       | AUT  | 320    |
| 9      | Marco Huser           | SUI  | 290    |
| 10     | François Boivin       | CAN  | 260    |
| 11     | Tommaso Tagliaferri   | ITA  | 240    |
| 12     | Jonatan Johansson     | SWE  | 220    |
| 13     | Michal Novotny        | CZE  | 200    |
| 14     | Nate Holland          | USA  | 180    |
| 15     | Hans Jörg Unterrainer | AUT  | 160    |
| 16     | Itaru Chimura         | JPN  | 150    |

## Vrouwen

### Halfpipe
| Titelverdedigster | Kelly Clark | Verenigde Staten |
| ----------------- | ----------- | ---------------- |

| rang   | naam                | land | run 1 | run 2 |
| ------ | ------------------- | ---- | ----- | ----- |
| Goud   | Hannah Teter        | USA  | 44.6  | 46.4  |
| Zilver | Gretchen Bleiler    | USA  | 41.5  | 43.4  |
| Brons  | Kjersti Buaas       | NOR  | 40.9  | 42.0  |
| 4      | Kelly Clark         | USA  | 41.1  | 38.1  |
| 5      | Torah Bright        | AUS  | 17.0  | 41.0  |
| 6      | Elena Hight         | USA  | 29.4  | 37.8  |
| 7      | Manuela Laura Pesko | SUI  | 35.9  | 14.2  |
| 8      | Doriane Vidal       | FRA  | 26.1  | 35.7  |
| 9      | Shiho Nakashima     | JPN  | 33.1  | 30.6  |
| 10     | Soko Yamaoka        | JPN  | 22.4  | 32.7  |
| 11     | Cheryl Maas         | NED  | 8.7   | 16.5  |
| 12     | Chikako Fushimi     | JPN  | 9.5   | 15.6  |

### Parallel Reuzenslalom
| Titelverdedigster | Isabelle Blanc | Frankrijk |
| ----------------- | -------------- | --------- |

De verrassing bij de parallel reuzenslalom voor vrouwen was niet de winnares Daniela Meuli. De 18-jarige Amelie Kober uit Duitsland leek in de 1/8 finale uitgeschakeld toen ze in de eerste run tegen Nicolien Sauerbreij viel. Omdat ze secondes achter de Nederlandse eindigde, kreeg ze de vaste straftijd (1.50 seconde) om als achterstand in de tweede run goed te maken. De kans om de 1/4 finale te halen leek verkeken, omdat Sauerbreij alleen maar hoefde te finishen zonder al te veel risico te hoeven nemen. Echter kwam ze toch nog terug. Sauerbreij ging zonder risico naar beneden, maar Kober nam álle risico's en won uiteindelijk met een miniem verschil: 0.03 seconde. De Duitse won opeenvolgens van Svetlana Boldikova (1/4 finale) en van Doris Günther (1/2 finale). Verrassend kwam ze dus in de finale terecht, waar ze het moest opnemen tegen de Zwitserse favoriete Daniela Meuli. Daar zat ze in de eerste run nog vlak achter Meuli (0.21 seconde), maar ze viel in de tweede en won niet het goud, maar het zilver. Uiteindelijk toch nog een goede prestatie voor Amelie Kober.
| rang   | naam                   | land | tijd    | punten |
| ------ | ---------------------- | ---- | ------- | ------ |
| Goud   | Daniela Meuli          | SUI  | -       | 1000   |
| Zilver | Amelie Kober           | GER  | + 15.97 | 800    |
| Brons  | Rosey Fletcher         | USA  | -       | 600    |
| 4      | Doris Günther          | AUT  | + 0.69  | 500    |
| 5      | Ekaterina Toedigesjeva | RUS  | -       | 450    |
| 6      | Julie Pomagalski       | FRA  | + 1.04  | 400    |
| 7      | Ursula Bruhin          | SUI  | -       | 360    |
| 8      | Svetlana Boldikova     | RUS  | + 1.74  | 320    |
| 9      | Tomoka Takeuchi        | JPN  | 1:21.67 | 290    |
| 10     | Heidi Krings           | AUT  | 1:21.79 | 260    |
| 11     | Doresia Krings         | AUT  | 1:22.02 | 240    |
| 12     | Nicolien Sauerbreij    | NED  | 1:22.17 | 220    |
| 13     | Isabella Dal Balcon    | ITA  | 1:22.55 | 200    |
| 14     | Isabelle Blanc         | FRA  | 1:22.67 | 180    |
| 15     | Marion Posch           | ITA  | 1:22.89 | 160    |
| 16     | Aprilia Hagglof        | SWE  | 1:23.11 | 150    |

### Cross
| Titelverdedigster | geen, nieuw op programma |
| ----------------- | ------------------------ |

| rang   | naam                 | land | punten |
| ------ | -------------------- | ---- | ------ |
| Goud   | Tanja Frieden        | SUI  | 1000   |
| Zilver | Lindsey Jacobellis   | USA  | 800    |
| Brons  | Dominique Maltais    | CAN  | 600    |
| 4      | Maëlle Ricker        | CAN  | 500    |
| 5      | Mellie Francon       | SUI  | 450    |
| 6      | Maria Danielsson     | SWE  | 400    |
| 7      | Yuka Fujimori        | JPN  | 360    |
| 8      | Marie Laissus        | FRA  | 320    |
| 9      | Isabel Clark Ribeiro | BRA  | 290    |
| 10     | Déborah Anthonioz    | FRA  | 260    |
| 11     | Olivia Nobs          | SUI  | 240    |
| 12     | Katharina Himmler    | GER  | 220    |
| 13     | Doresia Krings       | AUT  | 200    |
| 14     | Doris Günther        | AUT  | 180    |
| 15     | Zoe Gillings         | GBR  | 160    |
| 16     | Karine Ruby          | FRA  | 150    |

## Medaillespiegels

### Landen
| Plaats | Land             | NOC    | Goud | Zilver | Brons | Totaal |
| ------ | ---------------- | ------ | ---- | ------ | ----- | ------ |
| 1      | Verenigde Staten | USA    | 3    | 3      | 1     | 7      |
| 2      | Zwitserland      | SUI    | 3    | 1      | 0     | 4      |
| 3      | Duitsland        | GER    | 0    | 1      | 0     | 1      |
| 3      | Slowakije        | SVK    | 0    | 1      | 0     | 1      |
| 5      | Canada           | CAN    | 0    | 0      | 1     | 1      |
| 5      | Finland          | FIN    | 0    | 0      | 1     | 1      |
| 5      | Frankrijk        | FRA    | 0    | 0      | 1     | 1      |
| 5      | Noorwegen        | NOR    | 0    | 0      | 1     | 1      |
| 5      | Oostenrijk       | AUT    | 0    | 0      | 1     | 1      |
| Totaal | Totaal           | Totaal | 6    | 6      | 6     | 18     |

### Atleten
| Rang | Atleet             | Land | Goud | Zilver | Brons | Totaal |
| ---- | ------------------ | ---- | ---- | ------ | ----- | ------ |
| 1    | Tanja Frieden      | SUI  | 1    | 0      | 0     | 1      |
| 1    | Daniela Meuli      | SUI  | 1    | 0      | 0     | 1      |
| 1    | Philipp Schoch     | SUI  | 1    | 0      | 0     | 1      |
| 1    | Hannah Teter       | USA  | 1    | 0      | 0     | 1      |
| 1    | Seth Wescott       | USA  | 1    | 0      | 0     | 1      |
| 1    | Shaun White        | USA  | 1    | 0      | 0     | 1      |
| 7    | Gretchen Bleiler   | USA  | 0    | 1      | 0     | 1      |
| 7    | Lindsey Jacobellis | USA  | 0    | 1      | 0     | 1      |
| 7    | Daniel Kass        | USA  | 0    | 1      | 0     | 1      |
| 7    | Amelie Kober       | GER  | 0    | 1      | 0     | 1      |
| 7    | Simon Schoch       | SUI  | 0    | 1      | 0     | 1      |
| 7    | Radoslav Zidek     | SVK  | 0    | 1      | 0     | 1      |
| 13   | Kjersti Buaas      | NOR  | 0    | 0      | 1     | 1      |
| 13   | Paul-Henri Delerue | FRA  | 0    | 0      | 1     | 1      |
| 13   | Rosey Fletcher     | USA  | 0    | 0      | 1     | 1      |
| 13   | Siegfried Grabner  | AUT  | 0    | 0      | 1     | 1      |
| 13   | Markku Koski       | FIN  | 0    | 0      | 1     | 1      |
| 13   | Dominique Maltais  | CAN  | 0    | 0      | 1     | 1      |

Nagano 1998 · 
Salt Lake City 2002 · 
Turijn 2006 · 
Vancouver 2010 · 
Sotsji 2014 · 
Pyeongchang 2018 · 
Peking 2022 
Lijst van olympische medaillewinnaars
Alpineskiën · Biatlon · Bobsleeën · Curling · Freestyleskiën · Kunstrijden · Langlaufen · Noordse combinatie · Rodelen · Schaatsen · Schansspringen · Shorttrack · Skeleton · Snowboarden · IJshockey